# General of the Army
General of the Army (förkortat GA), eller femstjärnig general, är den historiskt näst högsta officersgraden i USA:s armé, och motsvaras av Fleet Admiral i flottan och General of the Air Force i flygvapnet. Den motsvarar den europeiska graden fältmarskalk. Den högre graden är General of the Armies of the United States. 
Ingen levande person bär numera graden General of the Army.

## Efter inbördeskriget
25 juli, 1866 inrättade kongressen graden General of the Army of the United States för  Ulysses S. Grant. När Grant utnämndes så bar han gradbeteckningarna med fyra stjärnor. Samma grad hade William T. Sherman, utnämnd 4 mars 1869 och Philip H. Sheridan, utnämnd 1 juni 1888. 
Till skillnad mot andra världskrigets grad så var 1866 års General of the Army en fyrstjärnig general och endast en officer kunde inneha 1866-1888 års General of the Army samtidigt.
Innehavare:
- Ulysses S. Grant
- William T. Sherman
- Philip H. Sheridan

## Andra världskriget

Femstjärnig general.

De personer som har haft 1944 års General of the Army-grad:
| • | George C. Marshall   | 16 december 1944  |
| • | Douglas MacArthur    | 18 december 1944  |
| • | Dwight D. Eisenhower | 20 december 1944  |
| • | Henry H. Arnold      | 21 december 1944  |
| • | Omar Bradley         | 20 september 1950 |